# Gridr (Mond)
Gridr (auch Saturn LIV) ist einer der kleineren äußeren Monde des Planeten Saturn.

## Entdeckung und Benennung
Gridr wurde durch die Astronomen Scott Sheppard und David Jewitt (University of California) sowie Jan Kleyna (University of Hawaiʻi) auf Aufnahmen entdeckt, die vom 12. Dezember 2004 bis zum 22. März 2007 mit dem 8,2-m-Subaru-Teleskop am Mauna-Kea-Observatorium angefertigt wurden. Aus diesem Zeitraum konnten 19 weitere Saturnmonde nachgewiesen werden. Die Entdeckung wurde am 7. Oktober 2019 bekannt gegeben. Als Entdeckungsdatum gilt der Tag der ersten Aufnahme, also der 12. Dezember 2004. Demzufolge erhielt der Mond die vorläufige Bezeichnung S/2004 S 20. Am 1. Juni 2021 erhielt der Mond die endgültige Nummer LIV. 
Das Carnegie Institution for Science rief mit der Bekanntgabe der Entdeckung die Öffentlichkeit dazu auf, bis zum 6. Dezember 2019 Namensvorschläge für die insgesamt 20 neuentdeckten Monde einzusenden. Es sollten entsprechend der Gruppenzugehörigkeit der Monde Namen von Riesen aus der gallischen, der nordischen oder der Inuit-Mythologie sein.
Am 24. August 2022 wurde der Mond durch das Minor Planet Center nach der Riesin Gríðr aus der Nordischen Mythologie benannt. Sie ist die Mutter von Víðarr, den sie zusammen mit Odin zeugte. Sie warnte Thor vor dem Verrat durch Geirröðr und stattete ihn mit ihrem Machtgürtel Megingiard, dem eisernen Handschuh Jarngreipr und ihrem Zauberstab Griðarvölr (‚Gríðr’s Stab‘) aus. Gríðr ist altnordisch für ‚Gier, Heftigkeit‘.
Der Beobachtungszeitraum von Gridr erstreckte sich vom 12. Dezember bis zum 22. März 2007; es liegen insgesamt 23 Beobachtungen über einen Zeitraum von drei Jahren vor.

## Bahneigenschaften
Gridr umkreist Saturn in 2 Jahren und 280 Tagen auf einer elliptischen, retrograden Umlaufbahn zwischen 15.595.725 km und 23.240.481 km Abstand zu dessen Zentrum. Die Bahnexzentrizität beträgt 0,197, die Bahn ist 162,6° gegenüber dem Äquator von Saturn geneigt.
Der Mond ist Bestandteil der sogenannten Nordischen Gruppe von Saturnmonden, die den Planeten mit Bahnneigungen zwischen 145,2° und 177,5° und Bahnexzentrizitäten zwischen 0,130 und 0,580 retrograd umrunden.

## Physikalische Eigenschaften
Gridr besitzt einen Durchmesser von etwa 4 km. Die absolute Helligkeit des Mondes beträgt 15,8 m.